# Copa del Món de waterpolo masculina
La Copa del Món de waterpolo (nom oficial en anglès: FINA Water Polo World Cup) és una competició esportiva de seleccions nacionals de waterpolo, creada l'any 1979. De caràcter quadriennal des del 2002, està organitzada per la Federació Internacional de Natació. Fins a l'edició de 2006, hi participaven els vuit millors equips classificats del darrer Campionat del Món de waterpolo. A partir del 2010, va canviar-se el sistema de participació. Hi competeixen les tres seleccions millors classificades del darrer Campionat del Món més cinc seleccions convidades de cadascuna de les confederació continentals.
El dominador de la competició és Hongria amb quatre títols, tot i que Sèrbia amb les seves anteriors denominacions com a República Federal de Iugoslàvia i República Federal Socialista de Iugoslàvia n'ha guanyat cinc.

## Historial
| En negreta = Equip guanyador (1) = Nombre de campionats |

| Copa del Món de waterpolo masculina | Copa del Món de waterpolo masculina | Copa del Món de waterpolo masculina | Copa del Món de waterpolo masculina | Copa del Món de waterpolo masculina | Copa del Món de waterpolo masculina      |
| Edició                              | Any                                 | Campió                              | Subcampió                           | 3r classificat                      | Seu                                      |
| ----------------------------------- | ----------------------------------- | ----------------------------------- | ----------------------------------- | ----------------------------------- | ---------------------------------------- |
| I                                   | 1979                                | Hongria (1)                         | Estats Units                        | Iugoslàvia                          | Rijeka, Iugoslàvia                       |
| II                                  | 1981                                | Unió Soviètica (1)                  | Iugoslàvia                          | Cuba                                | Long Beach, Estats Units                 |
| III                                 | 1983                                | Unió Soviètica (2)                  | RFA                                 | Itàlia                              | Malibú, Estats Units                     |
| IV                                  | 1985                                | RFA (1)                             | Estats Units                        | Espanya                             | Duisburg, Alemanya de l'Oest             |
| V                                   | 1987                                | Iugoslàvia (1)                      | Unió Soviètica                      | RFA                                 | Tessalònica, Grècia                      |
| VI                                  | 1989                                | Iugoslàvia (2)                      | Itàlia                              | Hongria                             | Berlín Occidental, Alemanya de l'Oest    |
| VII                                 | 1991                                | Estats Units (1)                    | Iugoslàvia                          | Espanya                             | Barcelona, Catalunya                     |
| VIII                                | 1993                                | Itàlia (1)                          | Hongria                             | Austràlia                           | Atenes, Grècia                           |
| IX                                  | 1995                                | Hongria (2)                         | Itàlia                              | Rússia                              | Atlanta, Estats Units                    |
| X                                   | 1997                                | Estats Units (2)                    | Grècia                              | Hongria                             | Atenes, Grècia                           |
| XI                                  | 1999                                | Hongria (3)                         | Itàlia                              | Espanya                             | Sydney, Austràlia                        |
| XII                                 | 2002                                | Rússia (1)                          | Hongria                             | Sèrbia i Montenegro                 | Belgrad, República Federal de Iugoslàvia |
| XIII                                | 2006                                | Sèrbia i Montenegro (1)             | Hongria                             | Espanya                             | Budapest, Hongria                        |
| XIV                                 | 2010                                | Sèrbia (1)                          | Croàcia                             | Espanya                             | Oradea, Romania                          |
| XV                                  | 2014                                | Sèrbia (2)                          | Hongria                             | Croàcia                             | Almaty, Kazakhstan                       |
| XVI                                 | 2018                                | Hongria (4)                         | Austràlia                           | Sèrbia                              | Berlín, Alemanya                         |
| XVII                                | 2022                                |                                     |                                     |                                     |                                          |

## Medaller
| #  | Nació               | Medalla d'or | Medalla d'argent | Medalla de bronze | Total |
| 1  | Hongria             | 4            | 4                | 2                 | 10    |
| 2  | Iugoslàvia          | 2            | 2                | 1                 | 5     |
| 3  | Estats Units        | 2            | 2                | 0                 | 4     |
| 4  | Unió Soviètica      | 2            | 1                | 0                 | 3     |
| 5  | Sèrbia              | 2            | 0                | 1                 | 3     |
| 6  | Itàlia              | 1            | 3                | 1                 | 5     |
| 7  | RFA                 | 1            | 1                | 1                 | 3     |
| 8  | Rússia              | 1            | 0                | 1                 | 2     |
| 8  | Sèrbia i Montenegro | 1            | 0                | 1                 | 2     |
| 10 | Austràlia           | 0            | 1                | 1                 | 2     |
| 10 | Croàcia             | 0            | 1                | 1                 | 2     |
| 12 | Grècia              | 0            | 1                | 0                 | 1     |
| 13 | Espanya             | 0            | 0                | 5                 | 5     |
| 14 | Itàlia              | 0            | 0                | 1                 | 1     |